# Cleome angustifolia
Cleome angustifolia là một loài thực vật có hoa trong họ Màng màng. Loài này được Forssk. mô tả khoa học đầu tiên năm 1775.